# 莫斯特
莫斯特（捷克語：Most）是位于捷克拉贝河畔乌斯季州比利纳河畔的一座城市，人口约6.3万人。